# 望月拓海
望月 拓海（もちづき たくみ）は、日本の小説家、放送作家。日本脚本家連盟会員。

## 来歴
静岡県浜松市と磐田市で育つ。上京後、放送作家として様々な音楽番組（番組名は非公表）を中心に携わった。
2017年に「リピート・ラブ」で第54回メフィスト賞を受賞し、同作の改題『毎年、記憶を失う彼女の救いかた』が同年12月22日に講談社タイガから発売。

## 作品リスト

### 著作

#### これでは数字が取れませんシリーズ
- これでは数字が取れません（2021年9月15日、講談社タイガ）
- これってヤラセじゃないですか?（2021年11月16日、講談社タイガ）

#### その他長編
- 毎年、記憶を失う彼女の救いかた（2017年12月22日、講談社タイガ）
- 顔の見えない僕と嘘つきな君の恋（2018年8月22日、講談社タイガ）
- 透明なきみの後悔を見抜けない（2019年7月19日、講談社タイガ）

#### その他短編
- 小説「十五少女」【音楽×仮想世界プロジェクト】（2022年 - 2024年、tree）[4]

### 漫画原作
- ザツキ～私をスターにしなさい～（作画：桜庭ゆい、『Palcy』2020年6月23日 - 2022年6月21日、KCデラックス全3巻）[5]